# Kubični kristalni sustav
Kristalna rešetka kubičnog sustava okarakterizirana je s tri vektora elementarne translacije pa kristalografski osni križ ima tri osi (x,y,z) iste duljine koje su međusobno pod pravim kutom.
a = b = c, α = β = γ = 90°
| centar          |                              | centar                        |
| osnovna rešetka | unutarnje centrirana rešetka | površinski centrirana rešetka |

Kristalna rešetka je s tri osi četvrtog stupnja i moguće su tri Bravaisove rešetke: osnovna, unutarnje centrirana i površinski centrirana.
Ako se na kristalu javlja potpuni broj elemenata simetrije koji je karakterističan za ovu vrstu kristalne rešetke tada kristal ima holoedrijski oblik. Ako postoji redukcija u broju nekih elemenata riječ je o parahemiedriji a ako nedostaje centar simetrije riječ je o antihemiedriji.

## Kubična holoedrija
Osnovni oblici u kubičnoj holoedriji jesu:
- Kocka ili heksaedar {001},
- Rombododekaedar {011},
- Ikositetraedar {hhl},
- Heksaoktaedar {hkl},
- Oktaedar {111},
- Tetraheksaedar {0kl},
- Trioktaedar {hll}.

Ove se jednostavne forme u procesu kristalizacije mogu međusobno preslagivati i graditi različite kristalne kombinacije.
Osim holoedrije u kubičnom se sustavu javljaju i kristali u parahemiedriji i antihemiedriji.

## Kubična parahemiedrija
Osnovni oblici kubične parahemiedrije jesu:
- pentagondodekaedar {210} i
- diakizdodekaedar {132}.

I u kubičnoj parahemiedriji tijekom kristalizacije moguć je nastanak kristalnih kombinacija.
Kristali pirita FeS2 i Katijerita CoS2 mogu biti oblika pentagondodekaedra a pirit može imati kristale oblika diakizdodekaedra.

## Kubična antihemiedrija
Osnovni oblici kubične antihemiedrije jesu:
- tetraedar {111},
- trigondodekaedar {211},
- deltoiddodekaedar {221},
- hemiheksaoktaedar {132}.

## Vanjske poveznice
- The Isometric Crystal System